# Latina Calcio 1932 2024-2025
Questa voce raccoglie le informazioni riguardanti il Latina Calcio 1932 nelle competizioni ufficiali della stagione 2024-2025.

## Rosa
Aggiornata al 16 giugno 2025.
| N. |                      | Ruolo | Calciatore                  |
| -- | -------------------- | ----- | --------------------------- |
| 2  | Italia (bandiera)    | D     | Emanuel Ercolano            |
| 3  | Italia (bandiera)    | D     | Edoardo Vona                |
| 4  | Italia (bandiera)    | D     | Luca Crescenzi              |
| 5  | Italia (bandiera)    | D     | Francesco Rapisarda         |
| 6  | Italia (bandiera)    | C     | Sevo Ciko                   |
| 7  | Italia (bandiera)    | C     | Lorenzo Di Livio (capitano) |
| 8  | Albania (bandiera)   | C     | Emanuele Ndoj               |
| 9  | Italia (bandiera)    | A     | Ferdinando Mastroianni      |
| 10 | Italia (bandiera)    | C     | Alessio Riccardi            |
| 11 | Italia (bandiera)    | C     | Luca Crecco                 |
| 13 | Italia (bandiera)    | D     | Filippo Marenco             |
| 16 | Italia (bandiera)    | P     | Gioele Zacchi               |
| 17 | Brasile (bandiera)   | A     | Luan Capanni                |
| 20 | Argentina (bandiera) | D     | Tamir Berman                |
| 21 | Italia (bandiera)    | C     | Andrea Cittadino            |
| 23 | Italia (bandiera)    | C     | Emanuele Gatto              |

| N. |                   | Ruolo | Calciatore                 |
| -- | ----------------- | ----- | -------------------------- |
| 24 | Italia (bandiera) | D     | Antonello Vona             |
| 25 | Italia (bandiera) | C     | Davide Petermann           |
| 27 | Italia (bandiera) | C     | Matteo Saccani             |
| 32 | Italia (bandiera) | A     | Diego Zuppel               |
| 33 | Italia (bandiera) | P     | Matteo Basti               |
| 39 | Italia (bandiera) | D     | Mattia Motolese            |
| 45 | Ghana (bandiera)  | A     | Joseph Ekuban              |
| 54 | Italia (bandiera) | A     | Gabriele Di Giovannantonio |
| 55 | Italia (bandiera) | C     | Mattia Segat               |
| 70 | Cuba (bandiera)   | C     | Diego Catasus              |
| 72 | Italia (bandiera) | A     | Riccardo Polletta          |
| 75 | Italia (bandiera) | D     | Fabio Cortinovis           |
| 77 | Serbia (bandiera) | A     | Miloš Bočić                |
| 92 | Italia (bandiera) | C     | Maurizio Scravaglieri      |
| 93 | Italia (bandiera) | C     | Riccardo Improta           |
| 99 | Italia (bandiera) | A     | Amato Ciciretti            |